# Проєкт MOSE

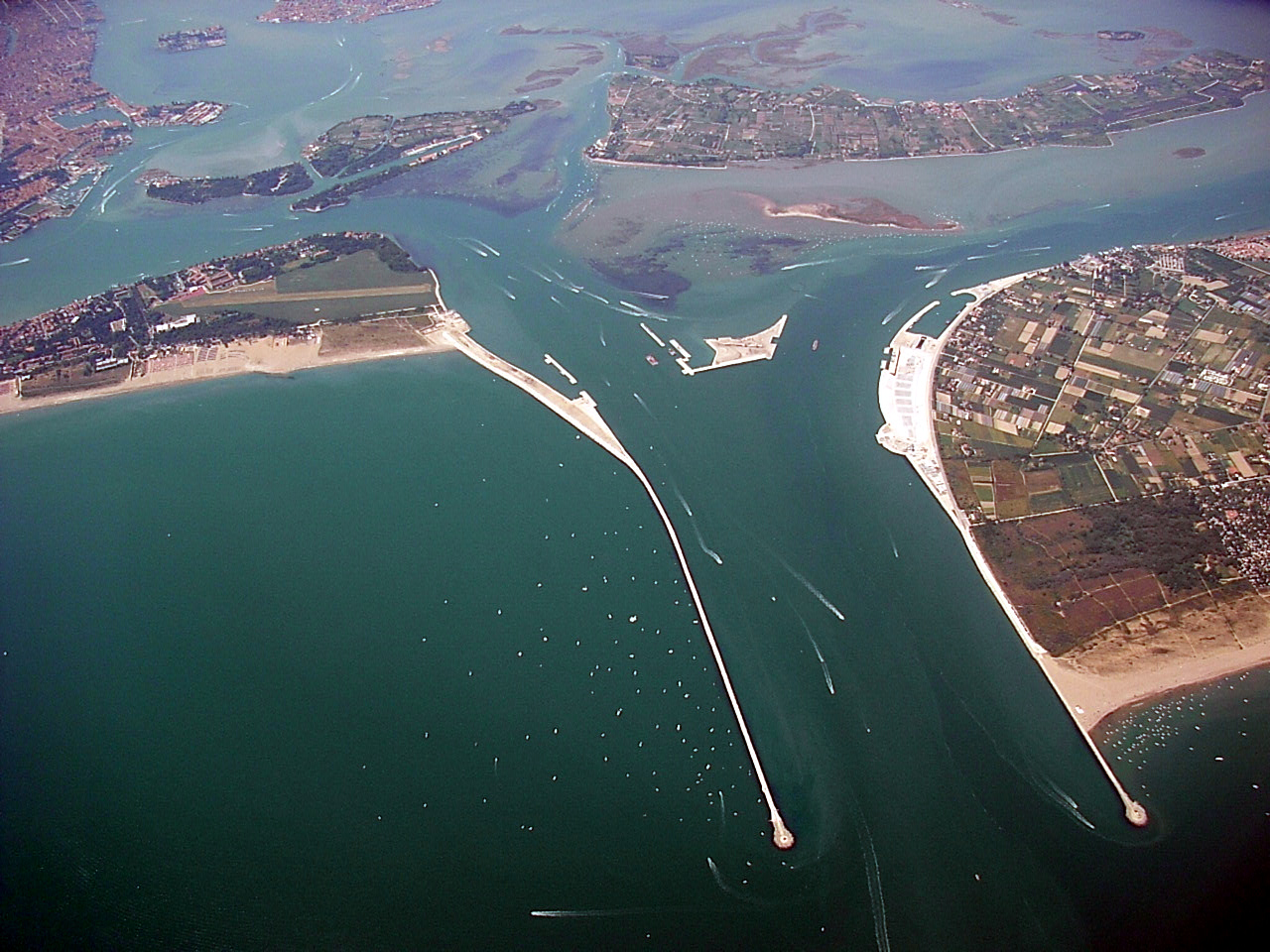
Вигляд споруд проєкту MOSE з висоти пташиного польоту на півночі протоки Лідо

Проєкт MOSE (акронім від італ. Modulo Sperimentale Elettromeccanico, Експериментальний електромеханічний модуль) — технічний проєкт, призначений для захисту від повеней Венеції та інших населених пунктів на узбережжі Венеційської лагуни в Італії. Це інтегрована система захисту, яка складається з низки мобільних шлюзів, що дозволяють ізолювати Венеційську лагуну від Адріатичного моря, коли приплив перевищує нормальний рівень (110 см) і може досягати 3 метрів. Разом з іншими додатковими заходами, такими як зміцнення берегів, підняття пристаней та захист берегів і поліпшення навколишнього простору що оточує лагуну, ці бар'єри будуть захищати Венецію від таких екстремальних ситуацій, як повінь і геоморфологічна деградація. Роботи з проєкту розпочалися в 2003 році в протоках Лідо, Маламокко і Кіоджа, що з'єднують лагуну з морем, і через які вода прибуває під час припливів. Проєкт здійснюється силами інженерів компанії FIAT.
Consorzio Venezia Nuova відповідає за роботи від імені Міністерства інфраструктури та транспорту — Венеційської водної адміністрації. Будівництво розпочалося одночасно у 2003 році на всіх трьох лагунних водотоках, а станом на червень 2013 року, понад 85 % проєкту було завершено.

## Походження назви
До того як було введено акронім для опису всієї системи захисту від повеней, воно означало прототип в масштабі 1: 1 шлюзу випробуваного між 1988 і 1992 роками в протоці Лідо.
Назва MOSE також обігрує італійське ім'я Мойсея — Mosè. Який, згідно Біблії, перетнув суходолом Червоне море.

## Обґрунтування

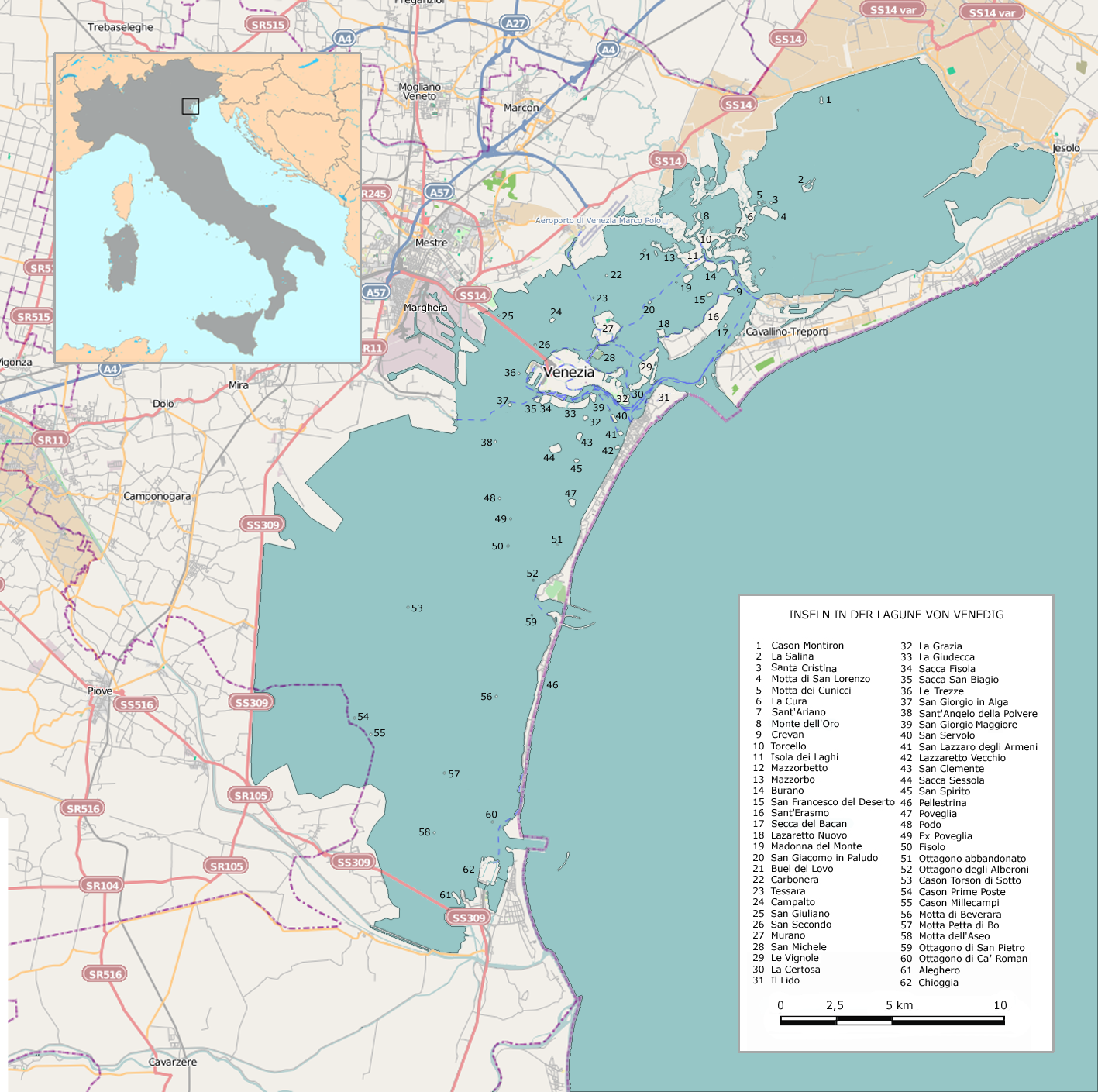
Мапа Венеційської лагуни

MOSE є складовою Генерального плану заходів щодо захисту Венеції та лагуни, започаткованої Міністерством інфраструктури в 1987 р. через Венеційську водну адміністрацію (робочий орган міністерства на території лагуни) та концесіонера Consorzio Venezia Nuova.
Паралельно з роботами зі спорудження MOSE, Венеційська водна адміністрація та Венеційська місцева влада піднімають пристані і захищають мостові у місті для захисту споруджуваних районів в лагуні від середніх і високих припливів до 110 см — висоти, на якій будуть вступати в роботу мобільні перешкоди. Ці заходи надзвичайно складними, зокрема, стосовно до таких міст як Венеція і Кіоджа, де підняття має враховувати тонкий архітектурно-монументальний контекст. Заходи спрямовані на поліпшення навколишнього оточення лагуни націлені на уповільнення деградації геоморфологічних структур внаслідок осідання ґрунтів, евстатичних коливань рівня моря і ерозії, внаслідок хвиль та підмивання берегів. Роботи проводяться по всьому басейну лагуни для захисту, відновлення і ренатуралізації солончакових боліт, ват і мілин, відновлення навколишнього середовища малих островів і поглиблення дна каналів і проток лагуни.
Важливою справою є реалізоване в промисловому районі Маргера, в центрі лагуни, перешкода забруднення, шляхом захисту островів що раніше використовувалися в якості сміттєзвалищ, об'єднання і зміцнення промислових каналів і видалення забруднюючих донних відкладень.

## Мета
Метою проєкту MOSE є вирішення проблеми повені, від якої з давніх часів страждає Венеція та інші містечка і села на узбережжі лагуни щоосені, щозими та щовесни. Хоча приплив в басейні лагуни нижчий, ніж в інших районах світу, де він може досягати до 20 метрів, феномен може стати значним якщо він пов'язаний з атмосферними і метеорологічними чинниками, такими як тиск і вплив бори (північно-східного вітру, що дме з боку Трієста) або сірокко (гарячий південно-східний вітер), який проштовхує хвилі у Венеційську затоку. Феномен також посилюється дощами і прісною водою, проникаючою в лагуну з водозбірного басейну на 36 притоках представлених річками і каналами.
Збільшення частоти та інтенсивності повеней також пов'язано з іншими природними і штучно створеними причинами, які видозмінюють гідравлічну або геоморфологічну структуру лагуни, такими як осідання ґрунтів і евстатичне коливання рівня моря (протягом XX століття земля в лагуні опустилася на 23 см щодо середнього рівня моря); великий ерозійний вплив моря як результат деяких рукотворних заходів для полегшення портової діяльності (буни, штучні канали) і створення промислового району Маргеріт і збільшення підмивання причиною чого стали теплоходи. Створення промислового району Порто-Маргера. У майбутньому явище високої води може ще більше ускладнитися через передбачуване зростання рівня моря в результаті глобального потепління.
Надзвичайно висока повінь спостерігалася в місті в різні роки протягом усього XX століття: повінь в листопаді 1966 року (194 см), 1979 (166 см), 1986 (158 см), 1951 (151 см), 1936 та 2002 (147 см), 1960 (145 см), 1968 і 2000 (144 см), 1992 (142 см), 1979 (140 см). Всі величини були зафіксовані на станції Punta della Salute у Венеції, де спостереження за припливами ведеться з 1897 року.

## Опис проєкту
Проєкт передбачає встановлення 78 величезних порожніх бар'єрів з нержавіючої сталі розміром 20х30х5 м і вагою 300 т, розрахованих на сто років експлуатації, на початку кожної з трьох бухт, що з'єднують Венеційську лагуну з Адріатичним морем. У нормальному стані наповнені водою бар'єри будуть лежати на залізобетонних кесонах і укріпленому дні.
Їх встановлять в стратегічних місцях, трьох вузьких каналах, що з'єднують Венеційську лагуну з Адріатичним морем, — два ряди з 21 і 20 бар'єрів в північній і південній кінцівках острова Лідо, 20 плит — в Маламокко і 18 — в Кіоджу. Глибина лагуни в місцях установки різна: від майже 15 м в Маламокко до 8,5 м в одному з каналів Лідо. Для проходу судів в лагуну на всіх трьох майданчиках споруджуються шлюзи.
У разі загрози паводку — коли припливна хвиля значно перевищить звичні 110 см — повітря під тиском наповнить щити-резервуари, й вони піднімуться вгору по укріплених на дні стрижнях, блокуючи припливні течії. Коли повітря витіснить воду, шлюзи піднімуться, обертаючись навколо осі кріплення, і вийдуть з води, відгородивши лагуну від моря. Для стійкості вони будуть знаходитися не перпендикулярно воді, а під кутом приблизно 45 градусів, підйом шлюзу в робоче положення займе близько 30 хвилин, а опускання — 15.
За відсутності припливної небезпеки повітря буде випущено, й щити знову опустяться на дно.
Загальна вартість робіт, початих десять років тому, становить майже 7 мільярдів євро. Завершення проєкту планувалося на 2016 рік. Але роботи гальмуються через економічну кризу в Італії.
Уряд обіцяв до 2016 року знайти необхідне фінансування. Проте консорціум, який безпосередньо займається монтажем протипаводкових бар'єрів, вимагає негайно сплатити близько 800 мільйонів євро, інакше під загрозою опиняться робочі місця майже чотирьох тисяч осіб.